# Proctoporus machupicchu
Proctoporus machupicchu — вид ящірок родини гімнофтальмових (Gymnophthalmidae). Ендемік Перу. Описаний у 2015 році.

## Поширення і екологія
Proctoporus machupicchu відомі з типової місцевості, розташованої поблизу Акобамби в районі Мачупікчу. що в провінції Урубамба в регіоні Куско, на висоті 2760 м над рівнем моря. Вони живуть в гірських тропічних лісах, під камінням.